# Tarnawka (Markowa)
Tarnawka ist eine Ortschaft mit einem Schulzenamt der Gemeinde Markowa im Powiat Łańcucki der Woiwodschaft Karpatenvorland in Polen.

## Geographie
Der Ort liegt im Dynów-Gebirge, am Bach Tarnawka, einem linken Mleczka-Zufluss, etwa 12 Kilometer südlich von Łańcut und 20 Kilometer südöstlich von Rzeszów.
Nachbarorte sind Husów im Norden, Chodakówka im Nordosten, Sietesz im Osten, Manasterz und Hadle Kańczuckie im Südosten, Hadle Szklarskie im Süden, sowie Zabratówka und Grzegorzówka im Südwesten.

## Geschichte
Der Ort wurde im späten 14. oder im frühen 15. Jahrhundert von der Adelsfamilie Pilecki gegründet, und zwar wahrscheinlich auf Walachischem Recht, nachdem der Lokator – Ładomir Wołoszyn – das Dorf Hodle Pole erhielt (der Name Pole deutete auf eine entvölkerte Wüstung; heute Hadle Kańczuckie und Szklarskie).
Bis zu der Aktion Weichsel (1947) war das Dorf mehrheitlich ruthenisch. Die erste griechisch-katholische (nach dem Jahr 1946 römisch-katholisch) Kirche wurde im Jahr 1628 errichtet.
Bei der Ersten Teilung Polens kam Tarnawka 1772 zum neuen Königreich Galizien und Lodomerien des habsburgischen Kaiserreichs (ab 1804). Nach der Aufhebung der Patrimonialherrschaft mit Leibeigenschaft bildete es ab 1850 eine Gemeinde im Bezirk und Gerichtsbezirk Przeworsk. Im Jahr 1900 hatte die Gemeinde 709 Hektar Fläche, 210 Häuser mit 1081 Einwohnern, davon die Mehrheit griechisch-katholisch (778) und ruthenischsprachig (795), außer den römisch-katholischen (222) und polnischsprachigen (205) sowie 81 deutschsprachigen (eigentlich jiddischsprachigen) Juden.
1918, nach dem Ende des Ersten Weltkriegs und dem Zusammenbruch der k.u.k. Monarchie, kam der Ort zu Polen. Unterbrochen wurde dies nur durch die Besetzung Polens durch die Wehrmacht im Zweiten Weltkrieg.
Von 1975 bis 1998 gehörte Tarnawka zur Woiwodschaft Rzeszów.